# Flammenstiel-Täubling
Der Flammenstiel-Täubling (Russula rhodopus) ist ein Pilz aus der Familie der Täublingsverwandten. Der Täubling wächst in feuchten Fichtenwäldern. Er hat einen blut- bis purpurroten, stark glänzenden Hut, der aussieht als sei er lackiert. Der Artrang dieses Täublings ist nicht allgemein anerkannt.

## Merkmale

### Makroskopische Merkmale
Der Hut ist 3–12 cm breit und fleischig, jung konvex, später niedergedrückt und mehr oder weniger nabelförmig. Der Rand bleibt lange glatt und eingerollt. Er ist oft ein wenig gelappt, aber selten gewellt. Die Huthaut ist zu 2/3 abziehbar. Sie ist sehr schmierig und glänzt wie lackiert. Der Hut ist leuchtend blut- bis granatrot gefärbt, in der Mitte auch dunkler, er kann aber auch stellenweise gelb gefärbt sein.
Die Lamellen stehen ziemlich gedrängt, schmal, blass später cremefarben bis gelblich. Oft sind sie mit zahlreicheren kürzeren Zwischenlamellen untermischt. Das Sporenpulver ist satt cremefarben bis blass ockergelb.
Der Stiel ist 3–8 cm lang und 1–2,5 cm breit, zylindrisch oder keulig, weiß und über einen Großteil der unteren Hälfte rosa bis rettichrot überhaucht. Nur ausnahmsweise bleibt er weiß (in f. leucopoda Singer). Die Stielbasis gilbt, graut aber nicht.
Das Fleisch ist fest, weiß und neigt zum Gilben. Der Geruch ist schwach fruchtig. Das Fleisch schmeckt erst mild, dann langsam scharf und tendenziell bitter. Die Guajakreaktion ist stark positiv, das Fleisch verfärbt sich dabei fast schwarz, mit Eisensulfat verfärbt es sich orange und mit Sulfoformol mehr oder weniger bläulich.

### Mikroskopische Merkmale
Die breit ellipsoidischen Sporen sind 7–9 µm lang und 7–8 µm breit. Sie sind mit 0,5 μm hohen, gratigen Warzen besetzt, die oft in Ketten aufgereiht sind und feinnetzig miteinander zu einem fast vollständigen Netz verbunden sind. Die Zystiden sind bis zu 75 (90) µm lang und 10–12 µm breit. Sie sind spindelförmig bis zylindrisch und an der Spitze appendikuliert.
Die Huthaut enthält viele wurmartige Pileozystiden. Diese sind keulig, mehr oder weniger kopfig oder länglich und 6–10 (12) µm breit. Die Hyphen-Endzellen sind manchmal verengt, stumpf oder keulig und 3–4 (6) µm breit. Sie sind stark lichtbrechend und mehr oder weniger stark gelifiziert, was auch den lackartigen Glanz der Huthaut erklärt.

## Artabgrenzung
- Von ähnlich rothütigen und scharf schmeckenden Vertretern der Speitäublinge (Untersektion Emeticinae) unterscheidet er sich durch das cremeockerfarbene Sporenpulver.
- Vom Schwachfleckenden Täubling unterscheidet er sich durch die intensiv blutrote Hutfarbe.
- Von den übrigen dunkel- oder blutrot-hütigen Arten aus der Untersektion Sanguinae (Sardoninae), wie der Sumpf-Täubling und der Blut-Täubling, unterscheidet er sich durch seine stark glänzende und leicht abziehbare Huthaut und die kleineren Sporen.

## Ökologie
Der Flammenstieltäubling ist wie alle Täublinge ein Mykorrhizapilz, der nur mit Nadelbäumen und überwiegend nur mit Fichten eine Symbiose eingeht. Sehr selten können auch Tannen als Wirte dienen.
Der Täubling kommt in Fichten-Buchen-, Fichten-Tannen- und reinen Fichtenwäldern sowie Fichtenforsten vor. Als Wasser liebende (hydrophile) Art findet man ihn auch an Moorrändern bei Fichten. Er liebt stark saure, humose, mittel- bis tiefgründende Böden und meidet basische, kalk- oder stickstoffreiche Standorte. Gerne hat er anlehmige bis sandige Braunerden, Podsole und Moorböden.
Die Fruchtkörper erscheinen von Juli bis Oktober und vorzugsweise im August. Man findet die Art vom unteren bis ins höhere Bergland.

## Verbreitung

Europäische Länder mit Fundnachweisen des Flammenstiel-Täublings.
Legende:
Länder mit Fundmeldungen
Länder ohne Nachweise
keine Daten
außereuropäische Länder

Der Täubling kommt in Nordasien (Sibirien), Nordamerika (Pacific Northwest) und Europa vor. In Europa ist die Art submeridional bis boreal sehr zerstreut verbreitet.
In Deutschland ist der Täubling nördlich des 51. Breitengrades nur von einzelnen Fundorten bekannt. Im Süden ist er zunehmen dichter verbreitet. Die Art ist durch Trockenlegungen von Sümpfen, Kalk- und Stickstoff-Düngungen gleichermaßen stark gefährdet. Die Art wird auf der deutschen Roten Liste in der Gefährdungskategorie RL2 geführt.

## Infragenerische Systematik
Innerhalb der Sektion Firmae wird der Flammenstieltäubling in die Untersektion Sanguinae (nach Bon) gestellt. Diese Untersektion vereinigt scharf schmeckende Täublinge mit roten bis violetten Hüten und creme- bis ockerfarbenem Sporenpulver.